# Jock Porter

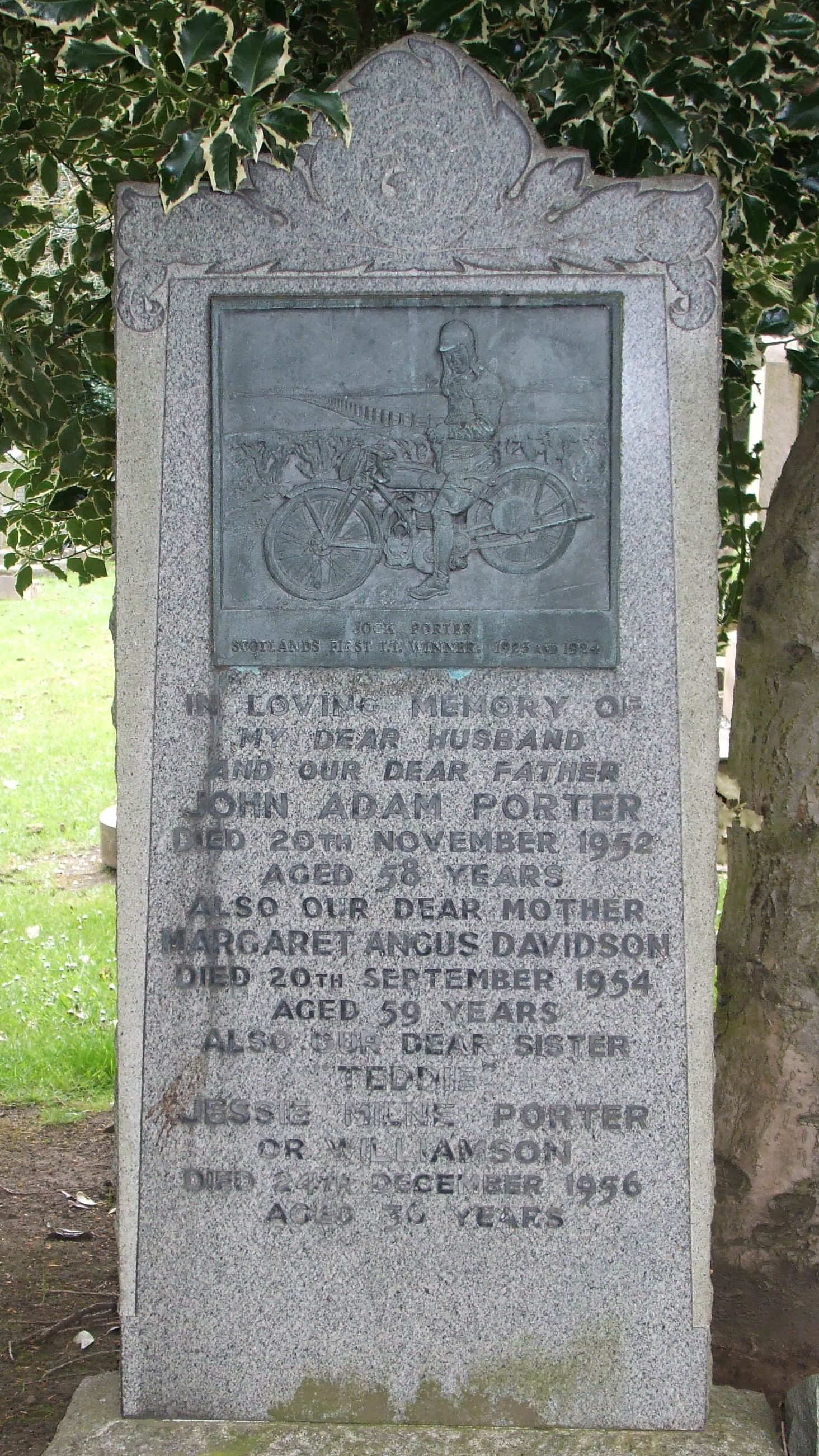
Het graf van Jock Porter, zijn vrouw Margaret en zijn dochter Teddy.

John Adam "Jock" Porter (1894 - 20 november 1952) was een Schots motorcoureur. Hij was de eerste Schot die een race van de TT van Man won. In 1925 was hij Europees kampioen in de 250cc-klasse. Hij was ook eigenaar/constructeur en coureur van zijn eigen motorfietsmerk New Gerrard.
Jock Porter debuteerde in de TT van Man van 1922 in de 500cc-Senior TT met een Sunbeam, maar in de 350cc-Junior TT met zijn eigen merk New Gerrard. Hij won de 250cc-Lightweight TT in 1923 met een 250cc-New Gerrard en de 175cc-Ultra-Lightweight TT in 1924. In dat jaar won hij ook de Ulster Grand Prix. In 1925 en 1926 werd hij met New Gerrard Europees kampioen 250 cc (het wereldkampioenschap wegrace bestond toen nog niet). In 1925 en 1926 won hij de Grand Prix van België en in 1926 ook de Grand Prix van Duitsland. Tijdens de TT van Man van 1927 liep hij bij een ongeval verwondingen aan het gezicht op, maar in 1928 racete hij weer en in 1929 won hij opnieuw de Belgische Grand Prix. In 1931 reed hij zijn laatste TT, 37 jaar oud. In 1940, bij het uitbreken van de Tweede Wereldoorlog, beëindigde hij de productie van de New Gerrard-motorfietsen.
Jock Porter overleed in 1952 en werd begraven op het kerkhof van Comely Bank in Edinburgh.

## Isle of Man TT resultaten
| Jaar | Klasse               | Team        | Motorfiets                 | Plaats |                                          | Winnaar |
| ---- | -------------------- | ----------- | -------------------------- | ------ | ---------------------------------------- | ------- |
| 1922 | Junior TT            | New Gerrard | New Gerrard-Blackburne 350 | DNF    | Tom Sheard, AJS TT Model                 |         |
| 1922 | Senior TT            | Privé       | Sporting Solo Sunbeam T.T. | DNF    | Alec Bennett, Sporting Solo Sunbeam T.T. |         |
| 1923 | Junior TT            | New Gerrard | New Gerrard-Blackburne 350 | DNF    | Stanley Woods, Cotton IOM Type           |         |
| 1923 | Lightweight TT       | New Gerrard | New Gerrard-Blackburne 250 | 1e     | Jock Porter, New Gerrard-Blackburne 250  |         |
| 1923 | Senior TT            | Privé       | Sporting Solo Sunbeam T.T. | DNF    | Tom Sheard, Douglas RA 23                |         |
| 1924 | Ultra-Lightweight TT | New Gerrard | New Gerrard-Blackburne 175 | 1e     | Jock Porter, New Gerrard-Blackburne 175  |         |
| 1924 | Lightweight TT       | New Gerrard | New Gerrard-Blackburne 250 | DNF    | Edwin Twemlow, New Imperial-JAP 250      |         |
| 1925 | Junior TT            | New Gerrard | New Gerrard-Blackburne 350 | DNF    | Wal Handley, Rex-ACME 350                |         |
| 1925 | Ultra-Lightweight TT | New Gerrard | New Gerrard-Blackburne 175 | 3e     | Wal Handley, Rex-ACME 175                |         |
| 1925 | Lightweight TT       | New Gerrard | New Gerrard-Blackburne 250 | DNF    | Edwin Twemlow, New Imperial-JAP 250      |         |
| 1925 | Senior TT            | New Gerrard | New Gerrard-Blackburne 500 | DNF    | Howard R. Davies, HRD-JAP 500            |         |
| 1926 | Junior TT            | New Gerrard | New Gerrard-JAP 350        | DNF    | Alec Bennett, Velocette KSS Mk I         |         |
| 1926 | Lightweight TT       | New Gerrard | New Gerrard-JAP 250        | DNF    | Paddy Johnston, Cotton-Blackburne 250    |         |
| 1926 | Senior TT            | New Gerrard | New Gerrard-JAP 500        | DNF    | Stanley Woods, Norton Model 18 racer     |         |
| 1927 | Junior TT            | New Gerrard | New Gerrard-JAP 350        | DNF    | Freddie Dixon, HRD-JAP 350               |         |
| 1927 | Lightweight TT       | New Gerrard | New Gerrard-JAP 250        | DNF    | Wal Handley, Rex-ACME-Blackburne 250     |         |
| 1928 | Lightweight TT       | New Gerrard | New Gerrard-JAP 250        | 8e     | Frank Longman, OK Supreme 250            |         |
| 1929 | Junior TT            | New Gerrard | New Gerrard-JAP 350        | DNF    | Freddie Hicks, Velocette KSS Mk I        |         |
| 1929 | Lightweight TT       | New Gerrard | New Gerrard-JAP 250        | DNF    | Syd Crabtree, Excelsior 250              |         |
| 1929 | Senior TT            | New Gerrard | New Gerrard-JAP 500        | DNF    | Charlie Dodson, Sunbeam Model 90         |         |
| 1930 | Lightweight TT       | New Gerrard | New Gerrard-JAP 250        | DNF    | Jimmie Guthrie, AJS Model R12            |         |
| 1931 | Lightweight TT       | New Gerrard | New Gerrard-JAP 250        | DNF    | Graham Walker, Rudge 250                 |         |